# Aldo Ghedin
Aldo Ghedin (Treviso, 6 giugno 1926 – Mendrisio, 30 maggio 1998) è stato un organista italiano.

## Biografia
Di umile famiglia, poté iniziare seriamente gli studi musicali solo a 18 anni. Allievo della scuola Ceciliana e del Liceo Musicale di Treviso, studiò pianoforte, organo e composizione organistica, diplomandosi al conservatorio "B. Marcello" di Venezia in organo e composizione organistica. Il primo premio che vinse al concorso organistico indetto a Treviso in occasione della beatificazione di Papa Pio X (1951) marcò l'inizio della sua carriera concertistica, che si svolse in Italia e all'estero con oltre mille concerti nelle più prestigiose sedi (Notre Dame di Parigi, Santo Stefano in Vienna, ecc.). Fu organista titolare e maestro di cappella in varie chiese, tra le quali la Basilica del SS. Crocifisso a Como e S. Maria degli Angeli a Lugano, e membro delle commissioni per la tutela degli organi artistici della Lombardia. Dal 1958 si trasferì in Svizzera nel Canton Ticino. Per 30 anni fu organista nella basilica di San Fedele a Como. Ha insegnato organo presso la Scuola Diocesana di Musica Sacra ed è stato il direttore artistico della "Associazione Musicale Amici dell'organo di Breccia" (Como).

## Riconoscimenti
Per la sua opera di promozione e divulgazione della musica sacra è stato insignito delle onorificenze di Cavaliere, Cavaliere Ufficiale e Commendatore della Repubblica Italiana. 
Il 17 luglio 2007 l'A.I.O.C. Associazione Italiana Organisti di Chiesa gli ha conferito alla memoria lo speciale "Premio alla carriera di musicista di Chiesa".

## Fonte
- Archivio parrocchiale della basilica di San Fedele in Como